# Ribeira (Porto)

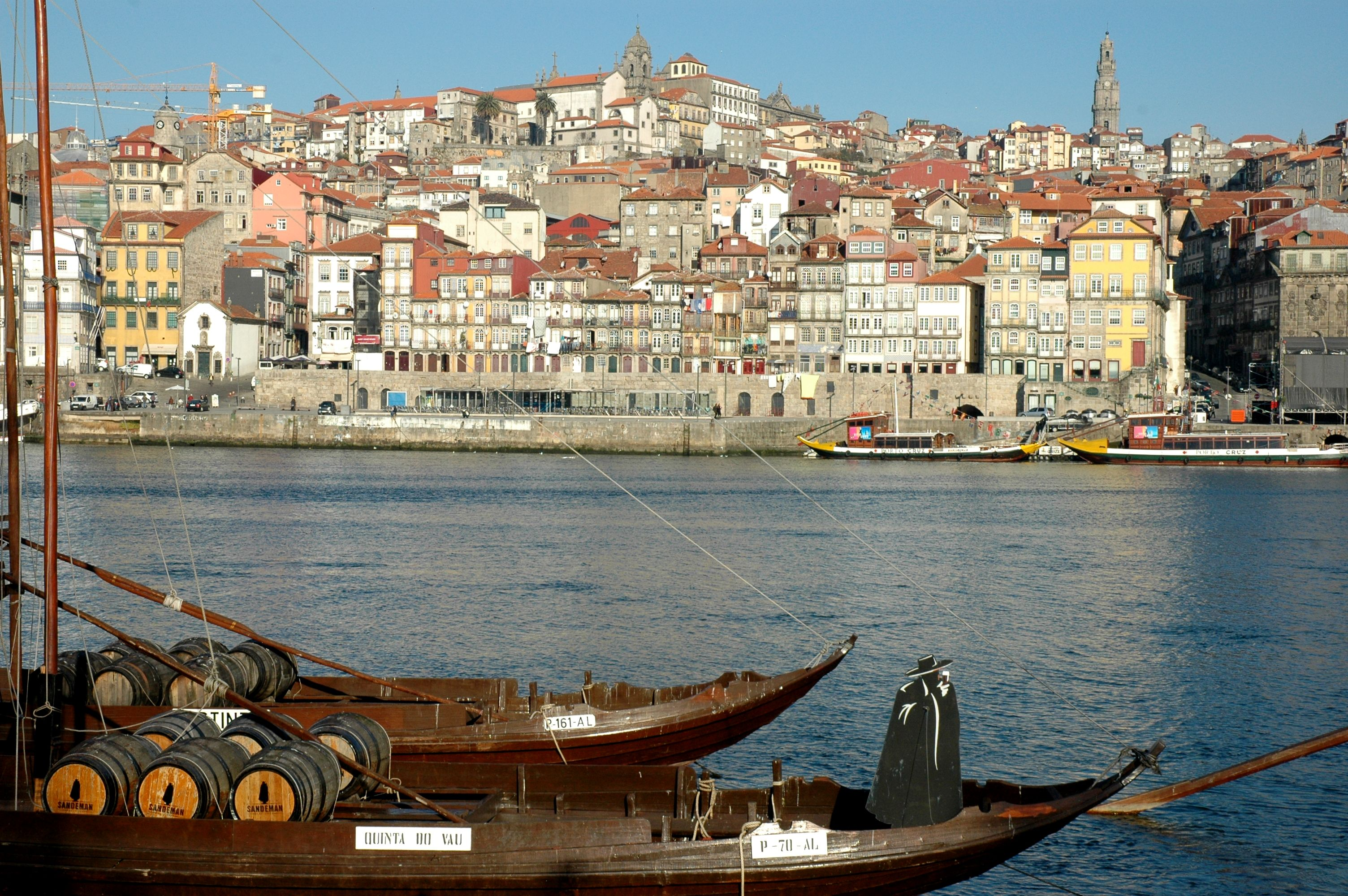
Widok na Ribeirę z Vila Nova de Gaia

Ribeira – jedna z dzielnic miasta Porto, w Portugalii.
Znajduje się w parafii São Nicolau, wzdłuż rzeki Douro. Jest częścią historycznego centrum Porto, które znajduje się na liście światowego dziedzictwa UNESCO.
Głównymi obiektami w Ribeira są: Praça da Ribeira, znany również jako praça do cubo; Rua da Fonte Taurina, jedna z najstarszych ulic w mieście; Muro dos Bacalhoeiros i Casa do Infante, miejsce urodzenia Henryka Żeglarza w 1394.